# Pieni Särkiluoma
Pieni Särkiluoma är en sjö i Finland. Den ligger i kommunen Kuusamo i landskapet Norra Österbotten, i den nordöstra delen av landet, 700 km norr om huvudstaden Helsingfors. Pieni Särkiluoma ligger 267,1 meter över havet. Den ligger vid sjön Särkiluoma. Den är 10,86 meter djup. Arean är 1,01 kvadratkilometer och strandlinjen är 9,67 kilometer lång. Sjön  ingår i Koundaälvens huvudavrinningsområde. 